# روبرت جونستون
روبرت جونستون (1849 - 17 ديسمبر 1897) (بالإنجليزية: Robert Johnston)‏ هو لاعب كريكت نيوزلندي.